# Kukuruzna svila
Kukuruzna svila (Stigma maydis) sjajna su, nitasta, slaba vlakna koja rastu kao dio klasja kukuruza; čuperak ili resa svilenkastih vlakana koja strše iz vrha klipa. Klas je zatvoren modificiranim listovima koji se nazivaju ljuske. Svako je pojedino vlakno izduženi konus, pričvršćeno za pojedinačni jajnik. Izraz je vjerojatno nastao negdje između 1850. i 1855.

## Razvoj
Do 1000 sjemenih zametaka (potencijalnih zrna) formira se po klipu kukuruza od kojih svaki proizvodi nit kukuruzne svile sa svog vrha koja na kraju izlazi iz kraja klipa. Pojava barem jedne niti svile iz određenog klipa definira se kao stadij rasta R1, a nicanje svile u 50% biljaka u polju kukuruza naziva se "srednja svila". Svila se izdužuje od bazalnih zametaka tijekom 10 do 14 dana prije stadija rasta R1; to je zbog promjene oblika postojećih stanica, a ne zbog njihove replikacije. Isprva produljenje napreduje oko 4 cm dnevno, ali se postupno usporava kako se približava punoj duljini. Izduživanje niti kukuruzne svile prestaje ubrzo nakon hvatanja zrna peluda ili zbog starenja svile 10 dana nakon izbijanja.
Ako je sjemeni zametak uspješno oplođen, kukuruzna svila odvojit će se od nje dva ili tri dana kasnije. Inače, svila će ostati pričvršćena neograničeno dugo, a oplodnja ostaje moguća (sa smanjenim izgledima za uspjeh) 10 dana nakon nicanja svile. Zbog toga je moguće uzorkovati klipove kukuruza u razvoju s polja, nježno ih oljuštiti oštrim nožem, zatim protresti kako bi se procijenio napredak oprašivanja na temelju toga koliko kukuruzne svile otpada.

## Funkcija
Kukuruzna svila dijelom je žig tučka, a dijelom tučak koja pruži površinu ženskom cvijetu na koju se zrnca peludi mogu zalijepiti i definirati put kroz koji pelud mora putovati. Žig tučka je sam vrh kukuruzne svile koji ima veći broj dlačica koje pomažu peludi da se zalijepi na nju. Formiranje zrna u klipu zahtijeva oprašivanje vanjske kukuruzne svile vjetrom ili kukcima. Obično se prilijepi nekoliko zrnaca peludi, no samo će jedno uspješno sudjelovati u oplodnji jajne stanice i formirati zrno kukuruza.
Da bi peludno zrno (muški gametofit) prenijelo svoj genetski materijal u zametak, ono mora proklijati i formirati peludnu cijev koja se proteže niz gotovo cijelu duljinu niti kukuruzne svile. Obično se na ovaj način uspješno formira 400 do 600 zrna. Peludna cijev širi se brzinom većom od 1 cm/h zahtijevajući samo 24 sata da se stvori put duljine metra unutar međustaničnog prostora kukuruzne svile kroz koji prolaze spermiji (gamete) da bi se pridružili ženskom gametofitu unutar zametka. Peludnu cijev proizvodi jedna vegetativna stanica u peludnom zrnu koja svoju citoplazmu, jezgru i dvije spermije prenosi u cijev. Cijev se proteže samo na vrhu u procesu koji ovisi o polimerizaciji aktina, a smjer u kojem vrh napreduje odgovara razinama cikličkog AMP-a, uključujući ciklizaciju cAMP-a proteinom koji signalizira pelud (PSiP).
Kukuruzna svila može kontrolirati vrste peludi koje će klip kukuruza prihvatiti kroz ekspresiju određenih oblika gena Gametophyte Factor 1. Mnoge rase kukuruza kokica tipa everte uvelike će usporiti razvoj peludnih cjevčica iz bilo koje peludi koja ne nosi sličan oblik Ga1-S ili Ga1-M čime se sprječava ulazak gena (prirodnih ili stvorenih) iz drugih vrste kukuruza. Zrna ostaju slobodna i mogu donirati svoje gene putem vlastite peludi drugim vrstama kukuruza. Učinkovitost ovog ograničenja može se mjeriti sadnjom kukuruza kokičara pored ljubičastog zupčastog kukuruza; xenia efekt bi uzrokovao stvaranje ljubičastih aleurona, ako bi zrna dopustila da budu oplođena peludom izvan skupine. Organski uzgajivači nastoje premjestiti neke od ovih mehanizama u vrste koje nisu kokičari u svrhu sprječavanja nenamjernog oprašivanja GMO kukuruzom, što prema američkim propisima može uzrokovati odbacivanje njihovog proizvoda kao organskog kukuruza, a za koje nemaju nikakvu zaštitu protiv GMO uzgajivača.